# Sito Miñanco
José Ramón Prado Bugallo, más conocido como Sito Miñanco (Cambados, Pontevedra, España, 23 de septiembre de 1955) es un contrabandista y narcotraficante español.

## Biografía
Nació en una familia de marineros de origen humilde, que era conocida en Cambados como «os Miñanco». A principios de los años 1980 se inició en el contrabando de tabaco a través de una de las tres organizaciones más fuertes del momento, la ROS. En 1983 fue detenido por una operación de contrabando de tabaco rubio, pasó seis meses en la prisión de Parda y después fue trasladado a la cárcel de Carabanchel (Madrid), donde estuvo recluido dos meses más. Allí estableció contactos con miembros del Cartel de Medellín, como Jorge Luis Ochoa.
Al salir de la cárcel, Sito Miñanco se introdujo en el mundo del narcotráfico, y aunque continuó utilizando el tabaco como cobertura social, comenzó a traficar con otras drogas como la cocaína, a través de una red que operaba desde Panamá, donde también conoció a su esposa, Odalys Rivera. En 1986 compró el equipo de fútbol de su ciudad, el Juventud Cambados, que en ese tiempo militaba en Preferente gallega. Tras una fuerte inversión económica, el club ascendió a Segunda División B en 1989, y se quedó a las puertas de disputar el ascenso a Segunda División en la temporada 1989/90.
Fue detenido en Pozuelo de Alarcón en 1994, por introducir 2,5 toneladas de cocaína en España en 1990, y la Audiencia Nacional le condenó a 20 años de prisión por tráfico de drogas, evasión de impuestos y falsificación de documentos. Posteriormente el 8 de julio de 1997 fue detenido en Vigo, cerca del Estadio de Balaídos, por el desembarco de 6 toneladas de hachís. De nuevo fue detenido en Madrid el 16 de agosto de 2001. En ese tiempo, Miñanco inició un proceso judicial contra las escuchas telefónicas autorizadas por el instructor Baltasar Garzón, al considerar que violaron su intimidad. El proceso finalizó en 2003, cuando el Tribunal de Derechos Humanos de Estrasburgo obligó al Estado español a indemnizar al narcotraficante con 7.000 euros, aunque no tuvo efectos penales.
Miñanco fue puesto en libertad condicional tras cumplir siete de sus 20 años de condena en prisión, pero fue detenido de nuevo en su chalé de Villaviciosa de Odón (Madrid), cuando supervisaba la operación de trasvase de 5 toneladas de cocaína en aguas internacionales, cerca de Guayana Francesa. En julio de 2004, la Audiencia Nacional le condenó a 16 años y 10 meses de cárcel y una multa de 390 millones de euros, como presunto líder de una organización internacional de narcotraficantes.
En 2010, fue trasladado a la prisión de Huelva. En ese tiempo, la Agencia Tributaria descubrió una trama societaria que administraba negocios y tiendas en Villagarcía de Arosa, a través de las cuales Miñanco habría blanqueado dinero del narcotráfico.
En mayo de 2011 fue trasladado a la prisión de Algeciras. El 10 de junio de 2011 le fue concedido un permiso penitenciario de tres días, que en principio le había sido denegado sobre la base de las elevadas posibilidades de riesgo de fuga, y a la vista del hecho de que desde la cárcel continuaba sus actividades delictivas, concediéndosele finalmente dicho permiso por la Audiencia Nacional en consideración al informe favorable emitido por la prisión de Huelva, en la que anteriormente estuvo recluido. Allí, tampoco se habían intervenido sus conversaciones telefónicas, pese a su condición de preso FIES (Fichero de Internos de Especial Seguimiento). El director de la prisión onubense, Francisco Sanz, fue destituido de su cargo el 21 de diciembre del mismo año por "pérdida de confianza". Según Instituciones Penitenciarias, Sanz habría recibido regalos, como por ejemplo, dos vehículos Mercedes-Benz por parte de narcotraficantes, a cambio de mejoras en sus condiciones carcelarias.
En febrero de 2018 fue detenido en Algeciras, ciudad donde residía en régimen de tercer grado penitenciario, y enviado a prisión tras ser acusado de ser el máximo responsable de una trama que distribuía cocaína a Italia, Albania y Países Bajos. Junto a él fueron enviadas a prisión otras 20 personas que presuntamente formaban parte de su organización. Los agentes de la Policía Nacional encontraron durante el registro un dossier plastificado con el guion de la serie de televisión Fariña, de Antena 3, antes de su emisión. Posteriormente, Miñanco fue descubierto intentando introducir 6.000 euros en prisión para "dejar claro su status" entre el resto de presidiarios.